# Tạ Nam
Tạ Nam（tiếng Anh: Lola Xie，6 tháng 11 năm 1983)，một nữ người dẫn chương trình và ca sĩ người Trung Quốc.

## Tiểu sử
Năm 2005, cô giành giải quán quân "Miêu nữ quyến rũ" và hiện là người dẫn chương trình chính của các chương trình Giải trí trực tiếp, Trực tiếp xuất sắc nhất và Ảnh thị phong vân bảng thuộc quyền quản lý của Quan Tuyến. Ngày 24 tháng 11 năm 2011, Tạ Nam phát hành EP cá nhân đầu tiên Những điều tốt đẹp nhất của chúng ta . Năm 2014, Ngô Kinh đăng bài chúc mừng năm mới trên Weibo thông báo về việc kết hôn, nói rằng anh đã kết hôn với Tạ Nam .

## Công việc

### Album cá nhân
- The Best of Us (EP) (2010)

### Phim truyền hình/phim truyền hình trên web
| Năm  | Tên                               | Tên gốc        | Vai        | Ghi chú                                |
| 2012 | Nhật ký thăng chức của Đỗ Lạp Lạp | 杜拉拉升职记   | Đỗ Lạp Lạp | Phim mạng                              |
| 2014 | Cuộc sống tình yêu của bố         | 奶爸的爱情生活 | Đào Yến    |                                        |
| 2017 | Thạc sĩ tổng hợp                  | 复合大师       | Tina       | Khách mời                              |
| 2020 | Cuộc sống tốt đẹp của Hác Nhân    | 郝仁的美好生活 | Thêm Nghệ  |                                        |
| 2024 | Câu lạc bộ hài kịch Vạn Xuân      | 万春逗笑社     | Lâm Lâm    | Phim truyền hình trực tuyến, khách mời |

### Điện ảnh
| Năm phát hành | Tên                      | Tên gốc        | Vai trò                            | Nhận xét                  |
| 2010          | Sự kiện hạnh phúc nhất   | 最强囍事       | Thư ký Trần Kỳ Hiệp                | Diễn xuất đặc biệt        |
| 2010          | Họa bích                 | 画壁           | Thúy Trúc                          |                           |
| 2012          | Câu chuyện cổ tích buồn  | 伤心童话       | Nhạc Linh                          |                           |
| 2012          | Lạc lối ở Thái Lan       | 人再囧途之泰囧 | Thư ký của Từ Lãng                 | Diễn xuất đặc biệt        |
| 2014          | Bậc thầy chia tay        | 分手大师       | Tạ Nam                             |                           |
| 2016          | Đại thoại Tây du 3       | 大话西游3      | Công chúa Thiết Phiến              |                           |
| 2018          | Mười chín thế hệ tổ tiên | 祖宗十九代     |                                    |                           |
| 2018          | Mạc hậu ngoạn gia        | 幕后玩家       | Người dẫn chương trình truyền hình | Tến khác: Con rối hào môn |